# セコム
セコム株式会社（英称:SECOM Co., Ltd.）は、東京都渋谷区神宮前に本社を構える国内首位、日本初の警備サービス会社である。セコムグループは、日本国内の他、海外21の国と地域に事業展開している。日経平均株価およびTOPIX Large70、JPX日経インデックス400の構成銘柄の一つ。

## 概要
創業者・飯田亮が昭和40年代から推進する業務の機械化は、防犯および火災報知分野（SPアラーム、現在のDXなど）、ビル設備の制御、監視（TOTAX、CX）や銀行ATMコーナーの自動化（HANKS）、家庭用警備システム（セコムホームセキュリティー）など広範にわたり、特に機械警備が他社との激しい競争に効果的に作用している。グループ全体では本業の警備業に限定せずセキュリティ関連分野に積極的であり、自社開発の防犯・防災用品販売、病院経営や医療システム、情報セキュリティ分野全般のコンサルティングや各種サービス、日本初の民営刑務所（美祢社会復帰促進センター）経営など、扱い業種は広範にわたる。警備・防犯機器等の研究開発等にも積極であり、主な成果として天井走行型巡回装置や、貴重品輸送ガードロボット、介護補助ロボット、屋外巡回監視ロボット、貴重品取扱店向け防犯煙幕発生装置、厨房ダクト設置型自動消火システム、据え置き型強化液消火器、インターネット用電子認証等がある。
セコムの社名 は機械警備の“代名詞”として広く浸透しており、警備システムを操作あるいは導入することを「セコムする」と表現する場合もあり、個人や携行品、車やバイク等の安全を確認する「ココセコム」も被認知度が高い。
セコムと新興他社のホームセキュリティー契約を比較すると、セコムは拠点（DP）の数が日本一だが、警備員一人あたりの受け持つ施設数も800〜1,500物件と、他社とは群を抜いて日本一である。さらに警備員の担当業務も警報対処の他、駐車場やATM障害対応等多岐に渡る（詳細は後述）。日本国内約200万件の警備契約対象物件に加え、駐車場、ATM等の障害、レクサス等車両検索対応等、膨大な障害対応物件数を2,830箇所の緊急対処要員待機拠点で対応している。
KDDI前身の一つ、第二電電（DDI）の立ち上げに関与しているため、ココセコムはKDDIおよび沖縄セルラー電話の各auのネットワーク（CDMA2000 1xRTT）を使用している。成田国際空港のターミナルセキュリティを始めとする国内主要企業や施設などに常駐警備員または機械警備による警備業務を提供し、コンビニATMや銀行ATM等においても運営・管理の一部を担っている。
契約者の住宅や事業所・店舗等に貼付されるステッカーは、オークションで転売されるほどで、セコムを象徴するトレードマークとなっている。未契約物件へのステッカーを貼付は触法行為（詳しくは こちら を参照のこと）に該当する場合もあるが、解約物件で既設置の警備機器撤去時にセコムの責による剥離がなされず、物理的に剥離不可の場合などは放置されたり、半分剥離など中途半端な解約物件もある。

## 沿革
- 1962年7月 - 飯田亮および戸田寿一が日本警備保障株式会社を設立（日本初の警備保障会社）。
- 1964年10月 - 東京オリンピックが開催され、選手村などの警備を当社が単独で担当。
- 1966年6月 - 日本初のオンラインによる安全システム「SPアラーム」を開発・発売。
- 1973年2月  - 「セキュリティ・コミュニケーション（Security Communication）」を略した造語「セコム」をブランドとする[8]。
- 1974年4月 - 東京証券取引所市場第二部に上場。
- 1975年3月 - 世界初のコンピュータ安全システム、CSS「コンピュータセキュリティシステム」を確立。
- 1977年
  - 7月 - 東京電力、関西電力、中部電力との合弁で、原子力防護専門会社・日本原子力防護システムを設立。
  - 10月 - 安全機器を自社生産するセコム工業を設立。
- 1978年
  - 1月 - 台湾の国産実業グループとの合弁により「台湾警備保障有限公司」（現・中興保全）を設立。
  - 5月 - 東京証券取引所市場第一部指定。
- 1981年
  - 1月 - 日本初の家庭用安全システム「マイアラーム（現セコム・ホームセキュリティ）」を開発・発売。
  - 3月 - 韓国サムスングループとの合弁により韓国安全システム（現・エスワン）を設立。
- 1982年10月 - 米国ウェステック・セキュリティ社を買収。
- 1983年12月 - 日本警備保障株式会社からよりセコム株式会社に社名変更。
- 1986年
  - 1月 - 開発部門の拠点としてセコムTEセンター竣工。
  - 6月 - 大阪証券取引所市場第一部に上場。
  - 12月 - 人工知能等の基盤技術の研究を行うセコムIS研究所を設立。
- 1987年9月 - タイにタイセコムピタキイ社を設立。
- 1990年11月 - 九州旅客鉄道と提携し、JR九州セコムを設立。
- 1991年
  - 4月 - イギリスにセコムキャロル社（現・セコムPLC）を設立。
  - 6月 - 無菌調剤室を備えた調剤薬局を開設し、在宅医療サービスの一つとして、自宅で点滴治療を受ける患者へ薬剤供給するサービスを開始。
- 1992年12月 - 中国での持株会社、西科姆（中国）有限公司を設立。
- 1998年
  - 7月 - 日本初の画像センサー利用のオンライン画像監視システム「セコムAX」を開発・発売。
  - 9月 - 損害保険会社の東洋火災海上保険（現・セコム損害保険）に資本参加。
- 1999年
  - 8月 - 航空測量・地理情報システムを提供するパスコに資本参加。
  - 11月 - 医療保険適用の訪問看護ステーション「セコム新宿訪問看護ステーション」を開設。
- 2000年6月 - グループのマンションデベロッパー、エクレールとセコム朝日が合併し、セコムホームライフとして営業開始。
- 2001年
  - 3月 - 移動する人物・車両向けセキュリティサービス「ココセコム」を開発・発売。
  - 10月 - セコム損害保険が最適な治療でガン克服を目指すための保険として、日本初の「自由診療保険メディコム」を発売。
  - 10月 - 株式会社トスネットの第二位の大株主となり資本提携。業務協力を開始。
- 2002年
  - 2月 - セコム上信越が東京証券取引所市場第二部に上場。
  - 3月 - 医療事業部門を分社化するとともに、セコム在宅医療システム、セコムケアサービス、セコム漢方システムが合併、セコム医療システムが発足。
  - 5月 - セコムとセコム医療システムが手が不自由な人の食事をサポートする食事支援ロボット「マイスプーン」を開発・発売。
- 2004年9月 - 病院外での心停止を回復させるためのAEDのトータルサービス「セコムAEDトータルパッケージサービス」を発売。
- 2005年
  - 9月 - 生活支援サービスを行う「セコム・ホームサービス」の提供を開始。
  - 10月 - 日本初の屋外巡回監視ロボット「セコムロボットX」を発売。
- 2006年
  - 5月 - セコムトラストネットとセコム情報システムが合併、セコムトラストシステムズが発足。
  - 10月 - 横浜市青葉区にシニアレジデンス「コンフォートガーデンあざみ野」を開設。
  - 10月 - 大阪証券取引所市場第二部上場の東洋テックを持分法適用関連会社化。
  - 12月 - 東京証券取引所市場第一部上場の能美防災および同社の連結子会社21社を連結子会社化。
- 2007年4月 - 山口県美祢市に日本初のPFI刑務所「美祢社会復帰促進センター」を開設。センターのセキュリティ・総務支援・刑務作業支援を開始。
- 2009年6月 - 神戸市六甲にシニアレジデンス「コンフォートヒルズ六甲」を開設。
- 2010年
  - 8月 - セコムトラストシステムズが最高クラスのセキュリティを完備した「セキュアデータセンター」新館を開設、サービスの提供を開始。
  - 9月 - 通報ボタンを使わず、強盗を自動検出する「インテリジェント非常通報システム」を発売。
- 2011年
  - 7月 - セコムテクノサービスを吸収合併。
  - 12月 - 日本初の写真や身分証明書などの情報を預かる「セコム・ホームセキュリティ G-カスタム」を発売。
- 2012年
  - 4月 - 国内防災業界3位のニッタンを連結子会社化。
  - 10月 - 国内最大規模のデータセンター事業会社であるアット東京を連結子会社化。
- 2013年4月 - 大手介護事業会社2社と協業し、高齢者救急対応サービス「セコム・マイドクタープラス」を発売。
- 2014年9月 - 箱根駅伝の大会協賛社になることを発表[9]。
- 2015年
  - 8月 - 小荷物専用昇降機国内最大手のクマリフトを子会社化[10]。
  - 10月30日 - 豊田自動織機より、同社の完全子会社・アサヒセキュリティの保有株式（100%）を、810億円で12月に取得することを公表[11]。
  - 12月1日 - アサヒセキュリティを子会社化。
- 2017年10月2日 - ベネッセホールディングスおよび丸紅より、テレマーケティング会社のTMJ全株式を取得し子会社化[12][13][14]。
- 2018年8月31日 - 東芝より、同社の完全子会社・東芝セキュリティの80.1%の株式を取得し、連結子会社化。東芝セキュリティの商号をセコムトセックへ変更[15][16][17][18]。
- 2020年12月22日 - セコムホームライフ全株式を、穴吹興産へ譲渡[19][20]。
- 2021年11月1日 - セコム上信越を完全子会社化。
- 2022年5月12日 - 株式会社セノンより、55.1%の株式を270億円で7月1日に取得することを公表。
- 2022年7月1日 - セノンを子会社化。
- 2024年
  - 9月6日から10月22日までの間、株式非公開化を目的に伊藤忠商事と共にパスコに対する株式公開買付け（TOB）を実施。株式所有割合を94.66%とした[21]。

## セコム本社ビル

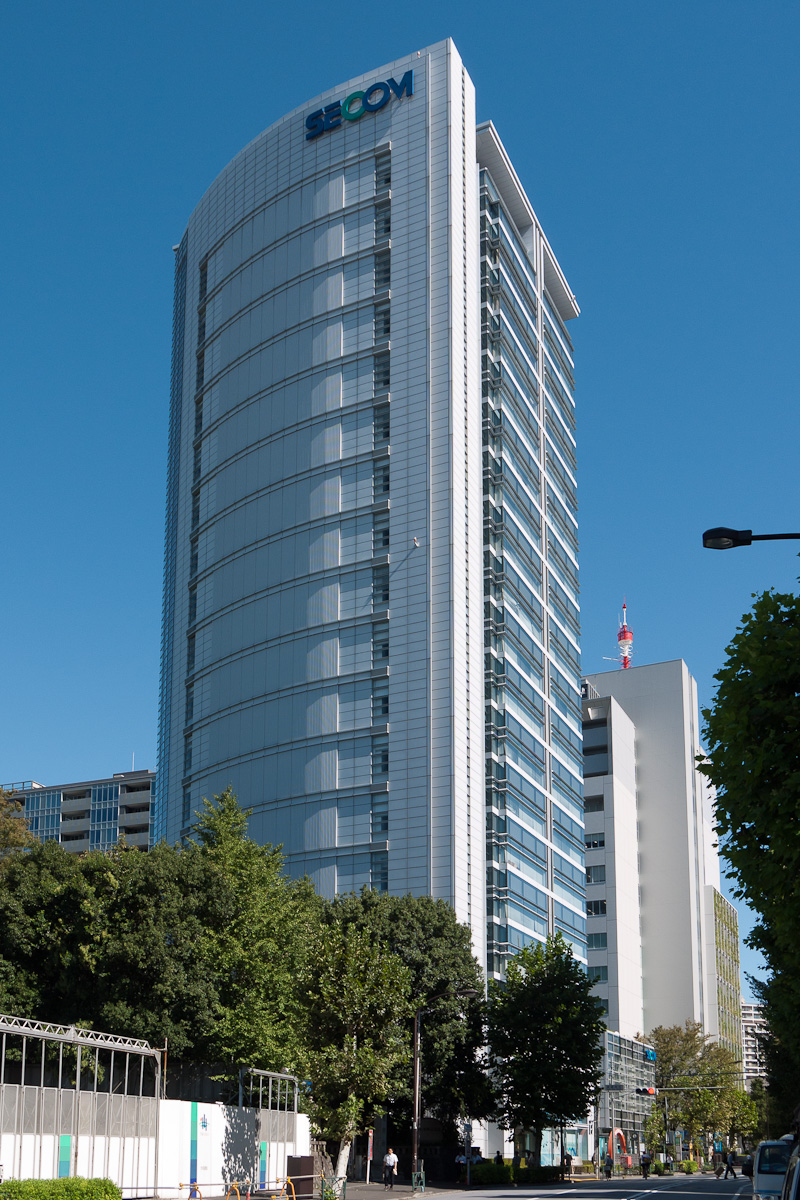
セコム本社ビル
（渋谷区神宮前）

2000年（平成12年）12月竣工。東京・原宿の明治通り沿いに建設された建物は、地上18階、地下2階、延床面積は17,960m2、建築主は有限会社原宿ビルであった。設計は松田平田設計によるもので、事務所部分は20m×30mの無柱空間となっているほか、東郷神社側は同神社の緑を借景となるような開放性が考慮されている。建設される以前、この場所には東郷神社が運営する学生会館、「東郷女子学生会館」があった。

## 関連会社
- 能美防災 - 東証プライム上場企業。
- パスコ - 空間情報サービス。
- 東洋テック - 東証スタンダード上場企業。旧大和銀系、関西電力と共に包括提携。
- トスネット - 東証スタンダード上場企業。東北北陸大手の警備会社。首都圏にも営業所を持つ。2001年に株式の17.01%を取得し資本提携。
- 共栄セキュリティーサービス - 東証スタンダード上場企業。2020年に株式の2.99%を取得し資本・業務提携。
- セコム上信越 - 地域子会社。
- セコム北陸 - 地域子会社。
- セコム山梨 - 地域子会社。
- セコム三重 - 地域子会社。
- セコム山陰 - 地域子会社。
- セコム高知 - 地域子会社。
- セコム宮崎 - 地域子会社。
- セコム琉球 - 地域子会社。
- アサヒセキュリティ
- セノン
- セコムジャスティック
- セコム医療システム - 実験的に医療機関の買収を手掛けている。
- セコム損害保険 - 旧・東洋火災海上保険 1998年にセコムが資本参加。
- セコムアルファ
- セコムトラストシステムズ
- セコメディック病院 - 経営難の倉本記念病院を買収、一時セコム千葉病院だった[24]。
- セコム美祢セキュリティ
- 社会復帰サポート美祢 - 美祢社会復帰促進センター運営会社。清水建設合弁の特定目的会社。
- 社会復帰サポート喜連川 - 喜連川社会復帰促進センター運営会社。
- クマリフト
- 日本原子力防護システム
- ニッタン
- アット東京 - データセンター運営会社、元東京電力系。2012年10月に買収して子会社化。
- TMJ - テレマーケティングエージェンシー
- セコムトセック - 旧・東芝セキュリティ。東芝も2%を出資。
- 名鉄セコム - 名古屋鉄道との折半出資。
- JR九州セコム - JR九州との折半出資。

## 広告活動

### 日本国内での広告活動
1981年の「マイアラーム」発売当時は作曲家の黛敏郎をTVCMに起用していた。
1990年、読売ジャイアンツの元プロ野球選手・元同球団一軍監督（いずれも当時）の長嶋茂雄を起用したTVCMをスタート。「セコムしてますか？」のフレーズで一躍有名となった。もともとは旧社名時代に現役時代の長嶋を起用しており、再度改めての出演となった。長嶋が巨人の監督を務めていた時期もCM出演を続け、1994年から東京ドームに長嶋の写真を大きく用いたビッグボード（パネル広告）が掲げられており、長嶋が巨人の監督を勇退した2001年以降も使われている。なおこのビッグボードにホームランボールを当てるとセコムから賞金100万円が贈呈され（プロ野球公式戦のみ）、2012年までに11人の選手により14本のホームランが当てられている。
2004年、長嶋が脳梗塞で倒れたため、2代目CMキャラクターとしてSMAP（当時）の木村拓哉を起用し、CM内で長嶋と共演した。
2007年5月21日から流し始めたテレビCMに対して、視聴者から抗議が相次ぎ、6月1日から一旦打ち切ることになった。
内容は、歩行者（を装って侵入先の下見をする犯罪者）や、電柱に登って作業中の電気工事作業者（を装って侵入先の下見、電線等に何らかの加工を施そうとする犯罪者）が猛獣（犯罪者の正体のイメージ）に変身し、最後に、「野獣はふだん、人の姿をしている」というテロップが表示されるというものであった。
これについて、「電気工事作業者が全て犯罪者であるかのような侮辱する内容だ」や「動物を悪として描いている」などの抗議があった。
2010年10月からは長嶋へのインタビュー企画「月刊 長嶋茂雄」がスタート。2013年には10年ぶりに長嶋を起用し過去のCMからの抜粋と新撮映像によって構成されたCMが放映された。
2025年3月には、新たにアンバサダーに就任した大谷翔平とCGで再現された現役時代の長嶋が共演する新CM「夢の対決」編が公開された。
同年6月3日の長嶋の死去に際し、公式Xおよびホームページ上で追悼のメッセージを発表した。

### 提供番組

#### 現在
- ズームイン!!サタデー（日本テレビ）※2017年度下半期（10月期）より
- 報道ステーション（テレビ朝日、木曜※前半枠と後半枠の交互）
- ぴったんこカン・カン（TBSテレビ）※2011年度下半期（10月期）より
- ニンゲン観察バラエティ モニタリング（TBSテレビ、20時枠）
- 新春スポーツスペシャル箱根駅伝（日本テレビ）

#### 過去
- JNNニュースコープ（TBSテレビ、隔日）
- 地球発19時（毎日放送制作 / TBS系列）
- 火曜サスペンス劇場（日本テレビ）
- 金曜エンタテイメント（フジテレビ）
- 金曜ロードショー（日本テレビ）
- 真相報道 バンキシャ!（日本テレビ）
- 中居正広の金曜日のスマたちへ（TBSテレビ）
- がっちりマンデー!!（TBSテレビ、2019年4月から2020年3月まで）
- ワールドビジネスサテライト（テレビ東京）
- ソロモン流（テレビ東京）
- たけしの誰でもピカソ（テレビ東京）
- 乃木坂って、どこ?（テレビ愛知制作 / テレビ東京系列）

### イメージキャラクター

#### 現在
- 松嶋菜々子
- 大谷翔平

#### 過去
- 長嶋茂雄（1990年 - 2025年） - 「セコムしてますか？」で知られる。
- 木村拓哉
- ペ・ヨンジュン

など

## スポーツ
- セコムラガッツ - 2015年現在イーストリーグDiv.1に所属するラグビー部。
- ラグビーワールドカップ - 2019年に 日本で開催された第9回大会のオフィシャルスポンサーを担当した。

## 不祥事

### 設備不備
2008年1月4日、横浜市保土ケ谷区の「ホテルニュー京浜」で火災があり、2名が死亡し1名が重傷を負った。このホテルには2004年からセコムの「オンライン火災監視サービス」が設置されていたが、セコムの作業員が施工時に配線を間違え、しかも点検を怠っていたためシステムが機能しなかった。報道によれば、火災の後に不審に思ったホテル側からの問い合わせにより、セコムは初めて火災を知ったという。

### 職務上知り得た情報の悪用
2012年5月26日、京都市中京区の居酒屋が、閉店後に窃盗被害に遭った事件で、翌5月27日、かつて警備を担当していた社員が、窃盗容疑などで京都府警中京署に逮捕された。社員は店内の構造や防犯センサーの位置を把握していた。

### 社員による窃盗
2019年9月下旬、兵庫県尼崎市にある一戸建て民家で侵入者を知らせる警報機が作動したため駆けつけた社員が、警報機の誤作動を確認した後、高級腕時計などの貴金属を盗んだ疑いで、11月1日に兵庫県警捜査三課などに窃盗及び住居侵入容疑で逮捕され（同時に同日付で懲戒解雇処分）、さらに11月25日及び12月10日には別の住宅に侵入してそれぞれ腕時計を盗んだ容疑でも再逮捕された。これを受けて国土交通省近畿地方整備局は12月20日、セコムを1か月間の指名停止としたほか、広島市 など地方自治体、さらには西日本高速道路（NEXCO西日本） でも同様の措置を行った。当該被疑者は2020年2月13日、神戸地方検察庁尼崎支部に最終送検された。

### 停電時の対応
2021年6月、長崎県漁業公社が台風による停電のセコム警備員による対応の不手際によって養殖の稚魚が死滅したとして、長崎地方裁判所佐世保支部に損害賠償を求める訴えを起こしたことがわかった。

## 競合警備会社
- ALSOK
- セントラル警備保障
- 全日警

## その他
社内で「現送（げんそう）」あるいは「資金管理」と呼ばれている部門に関して、一般的には「現金輸送警備」の略とされているが、セコムでは「現金護送」の意味とされている。また警備業において一般的な業務である交通誘導業務については、特に積極的な事業展開は行っていない。
機械警備部門に配属されている警務職社員はBE（ビートエンジニア）と呼ばれ、業務内容は多岐に亘る。その内容は、緊急対処・CD/ATM障害対処・自社警備システムの保守点検や修理・巡回・ココセコム現場急行・不在時の郵便物の回収や庭木の水やり（一部の都市部のみ）等々を行っている。
機械警備部門・現金輸送警備部門に従事する社員の制服は山本寛斎がデザインを手がけており、製作はユニクロが行っている。
韓国映画「ガン&トークス」では、検事が容疑者の留守宅をひそかに家宅捜索する際に、セコムの防犯システムに躊躇。逆にそれを利用して玄関ドアのガラス窓を損壊、数秒で現れたセコム社員に身分を明かし、まんまと開錠させるという滑稽なシーンがある（開始36分ごろ）。なお、韓国内ではサムスングループとの合弁会社「エスワン」がセコムブランドを使用して事業展開している。
1998年3月20日から東京ディズニーランドのオフィシャルスポンサーとして、アトラクション「ホーンテッドマンション」を提供していたが、2003年3月20日をもって契約を解消した。